# Eupithecia analis
Eupithecia analis là một loài bướm đêm trong họ Geometridae.